# Rhizohypnella sundaensis
Rhizohypnella sundaensis är en bladmossart som beskrevs av Fleischer 1923. Rhizohypnella sundaensis ingår i släktet Rhizohypnella och familjen Hypnaceae. Inga underarter finns listade i Catalogue of Life.